# 伊奥尼亚联盟
伊奥尼亚联盟（古希腊文：Ἴωνες，拉丁文：commune consilium）是一个形成于公元前7世纪中叶，由十二个伊奧尼亞城邦组成的联盟。
以下是希罗多德列举的联盟成员：
- 米利都、美乌斯和普里耶涅，所有卡里亚地区（小亚细亚的一个地区）讲相同方言的城邦；
- 以弗所、勒比都、忒欧斯、克拉佐美纳伊、福西亚和科洛封；
- 希俄斯岛和埃律特莱亚（位于小亚细亚），这两个城邦的居民讲的都是同一种方言；
- 萨摩斯岛，这里的居民拥有自己的方言。